# Herb Bobowej
Herb Bobowej – jeden z symboli miasta Bobowa i gminy Bobowa w postaci herbu.

## Wygląd i symbolika
Herb przedstawia w polu czerwonym rogacinę srebrną w słup, w środku raz przekrzyżowaną.
Herb nawiązuje do herbu Lis – rodu Gryfitów – pierwszych właścicieli Bobowej w latach 1386–1412 oraz u schyłku XV w., przedstawiał rogacinę przekrzyżowaną na opak (ku podstawie tarczy).

## Historia
U schyłku pierwszej połowy XVI w. (1544) w związku z przejściem miasta w posiadanie Jordanów, zastąpiony został herbem Trąby. W wieku XVII - XVIII miasto używało jeszcze dwóch innych herbów. Herbu złożonego z trzech trąb w okrąg oraz topora pośrodku.
W XVIII w. (1763) herbem Bobowej stał się herb Dąbrowa III nadany przez właścicieli Laskowskich. Przedstawiał w polu tarczy podkowę z zaćwieczonym na barku krzyżykiem oraz dwoma na końcu, nad tarczą zaś trzy głowy koronowane.
Herb Lis po utracie praw miejskich używany był jako herb gminy. Herbem miasta stał się na powrót 1 stycznia 2009 r. po przywróceniu Bobowej praw miejskich.